# Grandes éxitos (álbum de Erreway)
Grandes éxitos es un álbum recopilatorio de las canciones más importantes de la banda argentina Erreway. Se publicó el 7 de julio de 2017 exclusivamente en las plataformas digitales, no ha sido publicado en formato físico.  El álbum se compone de los grandes éxitos de Erreway, a partir de sus álbumes Señales, Tiempo y Memoria. Interpretan este álbum Felipe Colombo, Camila Bordonaba, Benjamín Rojas y Luisana Lopilato.

## Lista de canciones

### Álbum
1. «Sweet Baby»
2. «Bonita de más»
3. «Aún ahora»
4. «Vale la pena»
5. «Será por que te quiero»
6. «Rebelde Way»
7. «Tiempo»
8. «Será de Dios»
9. «Para cosas buenas»
10. «No estés seguro»
11. «Te soñé»
12. «Vas a salvarte»
13. «Memoria»
14. «Asignatura pendiente»
15. «Bandera blanca»
16. «Mañana habrá»
17. «Que se siente»